# Another Cinderella Story (banda sonora)
Another Cinderella Story: Original Soundtrack es la banda sonora de la película Another Cinderella Story —La Nueva Cenicienta 2 en Latinoamérica y Una Cenicienta Moderna en España—, protagonizada por Selena Gomez y Drew Seeley. El soundtrack contiene 5 canciones interpretadas por Gomez (tres a dúo con Drew) —incluyendo «Tell Me Something I Don't Know» que fue agregada a su primer álbum de estudio—, seis interpretadas por Drew Seeley (tres a dúo con Selena y una junto a Marcus Paulk) y otras interpretadas por Tiffany Giardina, The Twins, Small Change, Lil' JJ, Chani, Jane Lynch y John Paesano. Hasta julio de 2013, vendió 129 000 copias en los Estados Unidos.

## Lista de canciones
| N.º | Título                                   | Intérprete                   | Duración |  |
| 1.  | «Tell Me Something I Don't Know»         | Selena Gomez                 | 3:20     |  |
| 2.  | «New Classic (Single Version)»           | Drew Seeley, Selena Gomez    | 3:08     |  |
| 3.  | «Hurry Up and Save Me»                   | Tiffany Giardina             | 3:50     |  |
| 4.  | «Just That Girl»                         | Drew Seeley                  | 3:17     |  |
| 5.  | «Bang a Drum»                            | Selena Gomez                 | 3:12     |  |
| 6.  | «1st Class Girl»                         | Drew Seeley, Marcus Paulk    | 3:00     |  |
| 7.  | «On Hold 4 You»                          | Jane Lynch                   | 2:29     |  |
| 8.  | «Valentine's Dance Tango»                | The Twins                    | 2:12     |  |
| 9.  | «No Average Angel»                       | Tiffany Giardina             | 2:57     |  |
| 10. | «Don't Be Shy»                           | Small Change, Lil' JJ, Chani | 4:03     |  |
| 11. | «X-Plain It to My Heart»                 | Drew Seeley                  | 1:15     |  |
| 12. | «New Classic (Live)»                     | Drew Seeley, Selena Gomez    | 5:29     |  |
| 13. | «Another Cinderella Story (Score Suite)» | John Paesano                 | 2:39     |  |
| 14. | «New Classic (Acoustic Version)»         | Drew Seeley, Selena Gomez    | 2:41     |  |

Referencias:

## Posicionamiento en las listas
| País           | Lista                 | Mejor Posición |             |
| 2008 - 2009    | 2008 - 2009           | 2008 - 2009    | 2008 - 2009 |
| -------------- | --------------------- | -------------- | ----------- |
| Estados Unidos | Billboard 200         | 116            |             |
| Estados Unidos | Billboard Soundtracks | 8              |             |